# Prozessrechentechnik
Mit dem Begriff Prozessrechentechnik wurde die Lehre von Aufbau, Konfiguration und Programmierung von Minicomputern zur zweckmäßigen Steuerung und Regelung industrieller Prozesse bezeichnet. Durch die fortschreitende Miniaturisierung von Computern und die damit verbundene vielfältigere Einsatzmöglichkeiten versteht man heute unter diesem Begriff den Aufbau von reaktiven Echtzeitsystemen im weitesten Sinne. Prozessleittechnik und Leittechnik sind Spezialdisziplinen der Prozessrechentechnik.

## Grundlagen
Prozesse physikalischer oder chemischer Natur laufen im Allgemeinen autonom ab. Zum Beispiel im Produktionsumfeld sollen diese Prozesse so beeinflusst werden können, dass sie beispielsweise zu bestimmten Zeiten gestartet oder gestoppt werden oder durch einen gleichförmigen Ablauf ein vorbestimmtes und gewünschtes Ergebnis erbringen. Wird dieses nicht manuell erreicht, sondern mit Hilfe von programmierbaren Steuerungsanlagen, so spricht man von Prozessrechentechnik. Sie interagiert mittels Sensoren und Aktoren mit dem ablaufenden Prozess, und jegliche Eingriffe und Maßnahmen müssen innerhalb einer deterministisch festgelegten Zeitspanne, also in Echtzeit, erfolgen. In Unterscheidung zur normalen Mess- und Regeltechnik sind diese Steuerungsanlagen aber programmierbar und können daher ohne Austausch von Regeleinheiten verändert und angepasst werden.
Ein weiterer Anwendungsbereich der Prozessrechentechnik ist auch die Steuerung und Regelung nicht-deterministischer Prozesse. Diese zeichnen sich durch Ereignisse und zugehörige Steuerungsaufgaben ab, deren Eintreten höchstens nach Wahrscheinlichkeit benannt werden kann aber nicht zu vorbestimmten oder erwarteten Zeitpunkten eintritt. Beispiele sind hier große, verteilte Telekommunikationsnetze oder Energieversorgungseinrichtungen für Wohnbebauungen sowie alle Prozesse, die von Menschen vorgenommen werden. Insbesondere Menschen sind als autonom ablaufende Prozesse anzusehen, auch wenn hier Handeln durch Vorschriften und Regelungen in vorbestimmbare Bahnen gelenkt werden soll.
Da Prozessrechentechnik durch die Aktoren direkten Einfluss auf die externen autonomen Prozesse nimmt, muss sie sowie die angesteuerte Anlage auch besondere Anforderungen der Fehlertoleranz und Fail-Safe-Technik erfüllen.
Echtzeit-basierte eingebettete Systeme mit dazu passenden Feldbusschnittstellen als Teil von Hardwaremodulen sind typische Peripheriesteuerungen, die an Prozessrechentechnik andocken, wobei besagte Peripheriesteuerungen diverse Peripheriekomponenten steuern und überwachen.

## Geschichte
In den sechziger Jahren wurden die Minicomputer eingeführt und eigneten sich als Ersatz der bis dahin üblichen Modulbaugruppen. Mussten die Module entsprechend den gewünschten Funktionen verdrahtet werden und waren daher schwer an neue Anforderungen anzupassen, so konnten die Minicomputer mit den dazugehörigen Ein-/Ausgabemodulen flexibel angepasst werden. Die Einführung war oft ein wirtschaftlicher Aspekt. Trotz der hohen Anschaffungskosten für Minicomputer waren diese in den Punkten Anpassungsfähigkeit und Ausbaubarkeit überlegen. Das Unternehmen DEC konnte mit den Minicomputern PDP-8 und PDP-11 im Bereich der Prozessrechentechnik Standards setzen.
Die Miniaturisierung und der Preisverfall im Bereich der Computer und Mikroprozessoren erlaubte den zunehmenden Einsatz von Prozessrechentechnik auch in kleineren Anlagen und Einrichtungen. Im gleichen Rahmen wuchs auch der Einsatzrahmen von Prozessrechentechnik. Heute wird daher, trotz der gemeinsamen Herkunft, zwischen Prozessleitsystemen und eingebetteten Systemen unterschieden. Während Prozessleitsysteme eigene abgeschlossene Systeme wie SPS oder hostbasiert sind, werden eingebettete Systeme häufig mit Hilfe von vollintegrierten Mikrocontrollern hergestellt.

## Anwendung
Eine einfache Aufgabe für die Regelungstechnik ist zum Beispiel die Durchflussregelung von Flüssigkeit in einem Rohr. Dies kann unter Verwendung eines Durchflussgebers (Sensor), eines Schiebers (Aktor), einer Sollwertvorgabe und eines Komparators (Regler) gelöst werden. Kommen aber andere Einflüsse hinzu, die Auswirkungen auf den Durchfluss haben, wie zum Beispiel Druck und Temperatur, dann wird der Regelkreis komplexer. Anpassungen erfordern mehr Zeit. Prozessrechner können diese Aufgabe flexibler und, bei komplexen Anwendungen, oftmals auch günstiger lösen.

## Merkmale
Durch den fortschreitenden Einsatz von Computern in allen Anwendungsgebieten verschwimmen die typischen Abgrenzungen zur Prozessrechentechnik. Aber immer noch sind folgende Merkmale typisch für Prozessrechner:
- Sensoren
- Aktoren
- deterministisches Echtzeitverhalten
- Integration in externe Abläufe und Anlagen
- Einwirkung auf extern und autonom ablaufende Prozesse